# Votez pour moi (film)
Pour les articles homonymes, voir Votez pour moi.
Pour plus de détails, voir Fiche technique et Distribution.
Votez pour moi est un film français réalisé par Jean-Pierre Mocky, sorti en 2017. Il est présenté au Festival Polar de Cognac.

## Synopsis
Rattrapé par des affaires de mœurs et de corruption, le maire d'une petite ville de province convoque ses trois adjoints avant de s'enfuir : l'un d'eux devra assurer sa succession. Dès lors, Veyron, Ben et Karabik, de simples collègues de bureau, deviennent des rivaux acharnés. Trahisons, inventions, révélations... Tous les coups sont permis pour accéder au pouvoir. 

## Fiche technique
- Réalisation : Jean-Pierre Mocky
- Scénario : Jean-Pierre Mocky
- Dialogues : Frédéric Dieudonné
- Chef opérateur : Jean-Paul Sergent
- Musique : Vladimir Cosma
- Assistant metteur en scène : Antoine Delelis
- Production : Jean-Pierre Mocky
- Société de production : Mocky Delicious Products
- Langue : français
- Genre : comédie
- Date de sortie :
  - France : 20 octobre 2017 (Festival Polar de Cognac - hors compétition[1])

## Distribution
- Bonnafet Tarbouriech : Veyron
- Raphaël Scheer : Ben
- Jean-Pierre Mocky : Pascal, le berger
- Catherine Van Hecke : la mère de Ben
- Philippe Duquesne : Boutriquet
- Benoît Chaigneau : Karabik
- Emmanuel Nakach : Tardieu
- Laurent Biras : le gendarme Delorme
- Muriel Montossey : Madame Fitoussi
- Guillaume Delaunay : Diego
- Frédéric Bouraly : Carette
- Alice Dufour : Filaine
- Étienne Romezin : Jordan
- Marie Barrouillet : Victorine la majorette
- Olivier Hémon : le maire sortant
- Philippe Vieux : l'homme en noir
- Hélène Bizot : Séverine Karabik
- Patricia Barzyk : Coralie

## Tournage
- Le tournage se déroule en juin 2017 en Eure-et-Loir, principalement à Dreux, Coulombs[2] et Torçay[3],[4].